# Jean-Louis Laya
Pour les articles homonymes, voir Laya.
Jean-Louis Laya né à Paris (paroisse Saint-Sulpice) le 4 décembre 1761 et mort à Meudon le 25 août 1833, est un auteur dramatique et critique littéraire français.
Il est le fils de Louis Laya, maître charron, et d'Anne Billet. Par sa mère, il est le cousin germain d'Adélaïde Gillette Dufrenoy (née Billet épouse Simon Petit Dufrenoy).
Il est le père du dramaturge Léon Laya (1810-1872) et de l'avocat et littérateur Alexandre Laya (1809-1883).

## Vie et œuvre

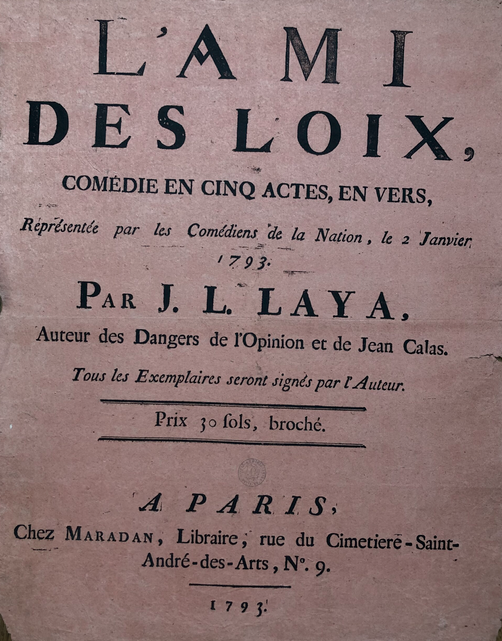
Affichette annonçant la parution du texte de L'Ami des lois chez Maradan (Paris, 1793).

Ses deux premières pièces ont pour thème l'affaire Calas, rendue célèbre par Voltaire. Mais Jean-Louis Laya est connu surtout pour son Ami des lois, joué au Théâtre-Français, alors rebaptisé théâtre de la Nation, seulement dix-neuf jours avant l'exécution de Louis XVI. Le héros de cette comédie à la manière de Molière est un ci-devant qui soutient la Révolution tout en en condamnant les excès. Laya a l'audace d'y dépeindre Robespierre (« Nomophage ») et Marat (« Duricrane ») comme des Tartuffe dénués de scrupules et assoiffés de pouvoir. La pièce suscite d'intenses confrontations parmi les membres du public. Dix jours après sa première représentation, elle est interdite par la Commune. Laya se cache tandis que plusieurs personnes trouvées en possession de L'Ami des lois sont guillotinées. Reprise à la Convention, la pièce est de nouveau interdite pour cause de désordre public. Elle sera une nouvelle fois reprise après la chute de Robespierre, mais cette fois sans grand succès.
Le rôle principal de sa pièce suivante, Falkland ou la Conscience, est tenu par Talma, mais Laya abandonnera peu après le théâtre.
Nommé docteur ès lettres par décret en 1809 pour ses dix ans de service en tant que professeur de rhétorique, Laya entreprend une deuxième carrière à la Restauration en tant que professeur d'histoire littéraire et de poésie française à la Sorbonne en 1815 (il avait auparavant le poste de professeur adjoint d'éloquence française de 1810 à 1815) et comme critique au Moniteur. De 1811 à 1833, il participe à plusieurs dizaines de soutenances de thèses de doctorat ès lettres, en qualité de membre du jury. 
Il est élu membre de l'Académie française en 1817, puis il est nommé censeur royal des théâtres, poste qu'il occupe jusqu'à sa mort en 1833. 
Il épousa Aglaé Le Royer de Bouconville (1788-1878) femme de lettres. Veuve, celle-ci épousera en secondes noces le naturaliste Achille Comte.
Il est enterré au cimetière du Père-Lachaise (32e division),,.

## Œuvres

### Théâtre
- Les Dangers de l'opinion, drame en 5 actes, en vers, Paris, Théâtre de la Nation, 19 janvier 1790.
- Jean Calas, tragédie en 5 actes et en vers, Paris, Théâtre de la Nation, 18 décembre 1790.
- L'Ami des lois, comédie en 5 actes en vers, Paris, Théâtre de la Nation, 2 janvier 1793. Texte en ligne :  Gallica.
- Falkland, ou La conscience, drame en cinq actes et en prose, Paris, Théâtre-Français, 25 mai 1798.
- Une Journée du jeune Néron, comédie burlesque en 2 actes et en vers, Paris, Théâtre de l'Odéon, 15 février 1799.

### Divers
- Voltaire aux Français, sur leur constitution (1789)
- La Régénération des comédiens en France, ou leurs droits à l'état civil (1789)
- Almanach sur l'état des comédiens en France, ou leurs droits défendus comme citoyens, par l'auteur de « L'Ami des lois » (1793)
- Eusèbe, héroïde (1807)
- Lettre d'Eusèbe à son ami (1815)
- Œuvres complètes. Études sur l'histoire littéraire de l'antiquité grecque et latine, et sur les premiers siècles de la littérature française (1836)